# 卡米耶·弗拉马里翁

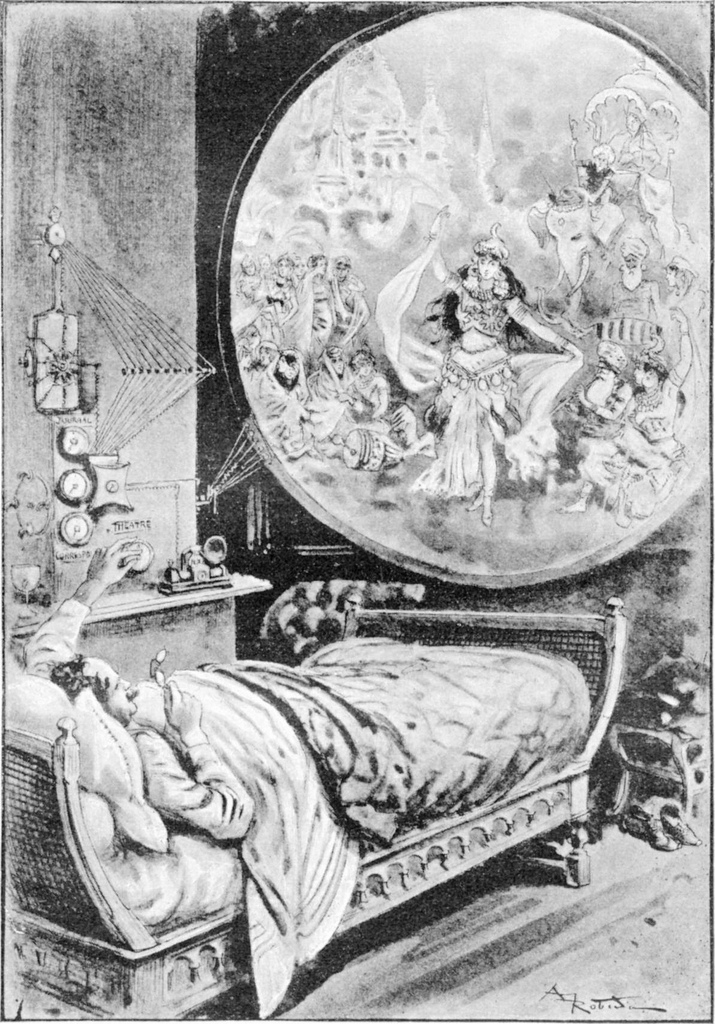
來自弗拉马里翁於1894年出版的《世界末日》（La Fin du Monde）中的畫 "Telefonoscope"

尼古拉·卡米耶·弗拉马里翁（法語：Nicolas Camille Flammarion，法語發音：[nikɔla kamij flamaʁjɔ̃]，1842年2月26日—1925年6月3日；又譯弗拉馬利翁），法國天文學家、作家和灵性主义（Spiritualism）者。
他是一位多產作家，出版著作超過五十种，其中包含關於天文學的科学普及書籍、數本知名的早期科幻小說、和一些關於通靈術的書籍。
他在1882年創辦雜誌《天文學》（L'Astronomie），並在奥尔日河畔瑞维西建立個人天文台。

## 生平
卡米耶·弗拉马里翁生於法國上馬恩省瓦勒德默茲，其弟埃内斯特·弗拉马里翁（Ernest Flammarion，1846年-1936年），是法國出版社弗拉马里翁集團的創辦人。卡米耶是法國天文學會的首任會長，並在1887年創辦該學會出版的期刊《法国天文学会公报》 （Bulletin de la Société astronomique de France, BSAF）。1895年1月，已出版 13 卷的《天文學》雜誌和已出版 8 卷的 BSAF 正式合併，並以 《天文學》（L'Astronomie）作為法國天文學會訊息公報。1895年合併的第一卷期刊編號 9 號代表保存法國天文學會公報卷數，但也因此必須加印 《天文學》的第 9 到第 13 卷以表示兩者是不同的出版物，並且之後五年內都以兩種卷數發行。
他於1888年出版的書《大氣：大眾氣象學》中出現弗拉馬里翁版畫。1907年，他宣稱火星上的居民曾試圖與地球通訊。
他也相信1907年時會出現一個有七個彗尾的彗星向地球而來。在1910年哈雷彗星出現之際，他相信彗尾中的氣體會進入地球大氣，並可能使地球上所有生物滅絕。

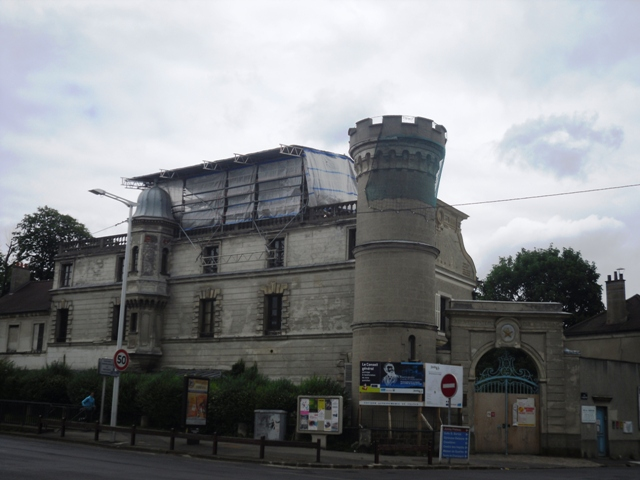
弗拉马里翁的私人天文台，2010年

### 通靈術
由於他的科學背景，他以科學方法接觸通靈術和轉世，並寫下「只有科學方法可以讓我們循求真理的進步，宗教信仰無法以公正態度分析。我們必須不斷警惕我們的幻想。」。他被推舉在通靈術發表者亞蘭·卡甸於1869年4月2日的葬禮上談話，而他再次強調「通靈術不是宗教，而是科學」。
通靈術研究影響了他的科幻小說。在他的小說 "Lumen" 中，一個人的人格和一個外星人的靈魂相配合，可以用超光速穿越宇宙和在許多不同的世界轉世。此外，他的一些關於外星世界的小說內容相當接近近年的演化和天文學觀點。

### 其他科學貢獻
他是首位建議將海衛一和木衛五分別命名為 Triton 和 Amalthea 的人，雖然這些名字在之後數十年內並未被正式接受。

## 家族

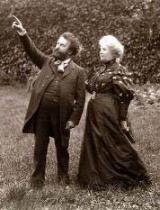
卡米耶·弗拉马里翁和他的第一任妻子席爾維·弗拉马里翁

他的第二任妻子加布丽埃勒·勒诺多·弗拉马里翁（Gabrielle Renaudot Flammarion）也是著名天文學家。

## 榮譽
命名事物
- 月球上的弗拉馬里翁環形山
- 火星上的弗拉马里翁陨击坑
- 小行星1021以他的姓氏命名
- 有人認為小行星107可能以他的名字命名
- 小行星154可能以他妹妹伯爾芙·馬丁-弗拉马里翁（Berthe Martin-Flammarion）命名
- 小行星654以他的姪女命名；
- 小行星87可能以他第一任妻子席爾維·弗拉马里翁（Sylvie Petiaux-Hugo Flammarion）命名。
- 小行星141則以他的書 Lumen : Récits de l'infini 命名[7]；
- 小行星286則以他的小說《Uranie》的登場人物伊克萊亞（Icléa）命名。
- 小行星605則以他的私人天文台所在的法國城鎮奥尔日河畔瑞维西命名。

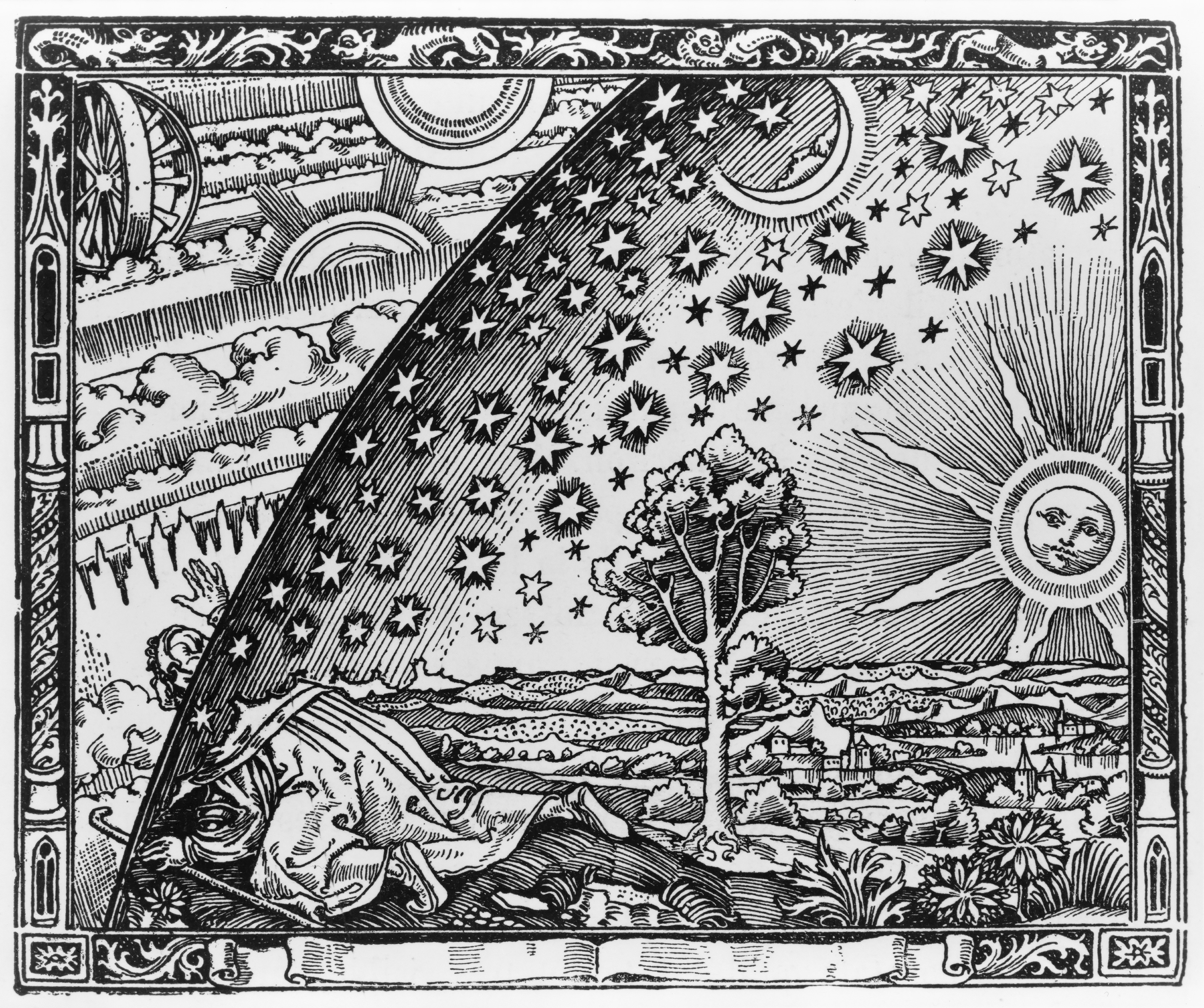
弗拉馬里翁版畫，1888年在巴黎出版，來自他的書《大氣：大眾氣象學》（L'atmosphère : météorologie populaire）第163頁

## 著作
卡米耶·弗拉马里翁總共寫了五十本書，這裡只列出部分：
- La pluralité des mondes habités (The Plurality of Inhabited Worlds), 1862.
- Real and Imaginary Worlds, 1865.
- Lumen, 1867.
- Récits de l'infini, 1872.
- L'atmosphère: météorologie populaire（大氣：大眾氣象學）, 1888.
- Astronomie populaire（大眾天文學）, 1880.這是他銷售量最佳的書，1894年翻譯成英語 Popular Astronomy。
- Les Étoiles et les Curiosités du Ciel, 1882.這是大眾天文學的增補，在當時是天文觀測者的手冊。
- Uranie, 1890.
- La planète Mars et ses conditions d'habitabilité, 1892.
- La Fin du Monde, 1893, 梁啟超翻譯為《世界末日記》[8][9][10]，這是一本科幻小說，是一顆彗星撞擊地球後數百年間生物逐漸滅絕的事件。近年以《Omega: The Last Days of the World》發行英文重印版。1931年阿貝爾·岡斯將其拍成電影《世界末日》。
- L’inconnu et les problèmes psychiques (英文版書名是 L’inconnu: The Unknown), 1900, 是心理經驗選集。

## 外部連結
- 卡米耶·弗拉马里翁的作品  - 古騰堡計劃
- Atlas cèleste, Paris 1877 da www.atlascoelestis.com （页面存档备份，存于）
- Camille Flammarion: his Life and his Work
- Obituary Notices: Fellows:- Flammarion, Camille